# Choridesmus citus
Choridesmus citus är en mångfotingart som beskrevs av Cook 1896. Choridesmus citus ingår i släktet Choridesmus, ordningen banddubbelfotingar, klassen dubbelfotingar, fylumet leddjur och riket djur. Inga underarter finns listade i Catalogue of Life.